# Acrotaphus wiltii
Acrotaphus wiltii är en stekelart som först beskrevs av Cresson 1870.  Acrotaphus wiltii ingår i släktet Acrotaphus och familjen brokparasitsteklar. Inga underarter finns listade i Catalogue of Life.